# Ruth Fischer

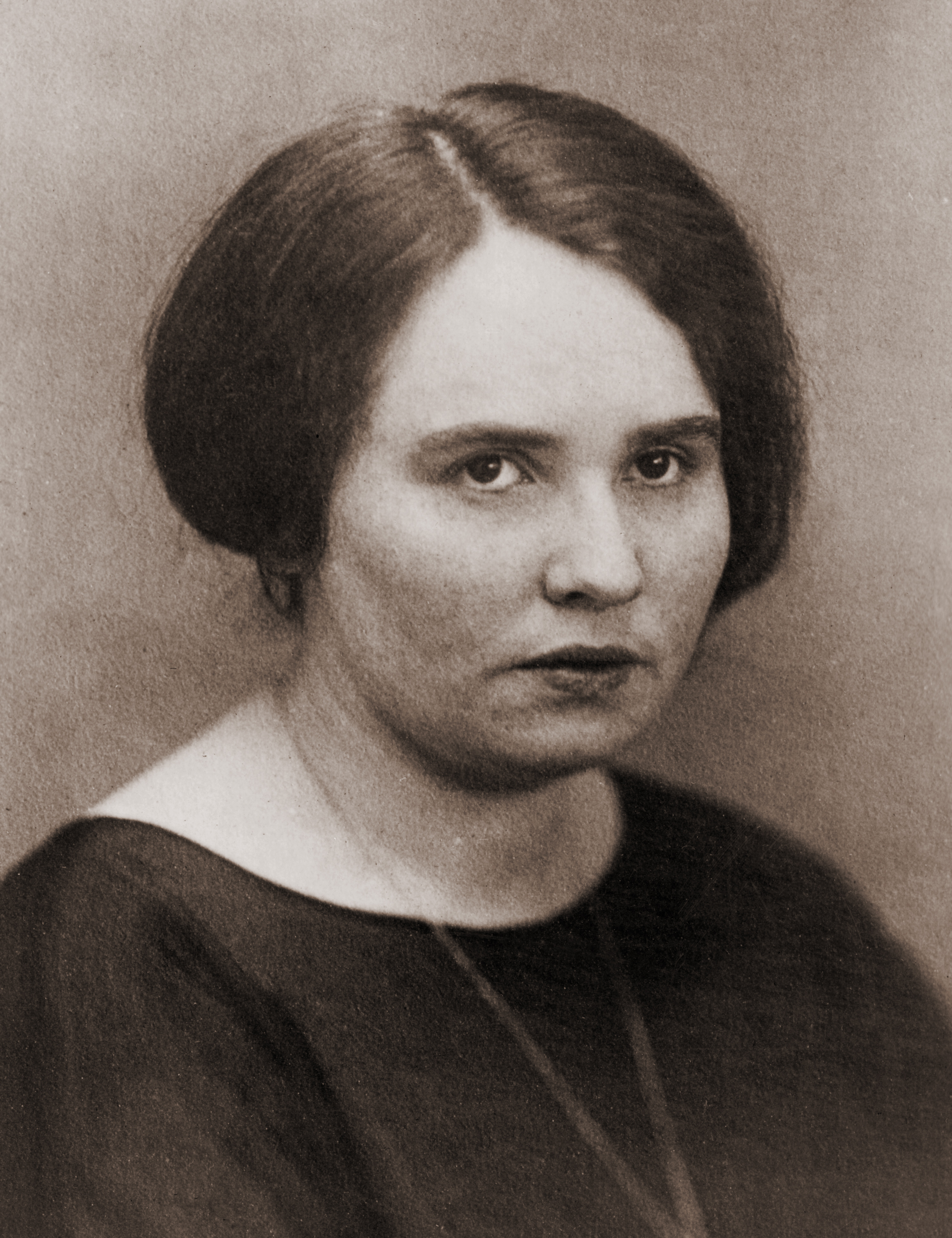
Ruth Fischer (1924)

Ruth Fischer (* 11. Dezember 1895 in Leipzig als Elfriede Fischer; † 13. März 1961 in Paris) war eine deutsch-österreichische Publizistin und Politikerin. Sie war Mitbegründerin der Kommunistischen Partei Deutschösterreichs (KPDÖ) in Österreich und 1924 bis zu ihrem Parteiausschluss 1926 Vorsitzende der Kommunistischen Partei Deutschlands (KPD) in der Weimarer Republik.
Sie gehörte zur antistalinistischen („ultralinken“) Opposition innerhalb der kommunistischen Bewegung, war nach ihrem KPD-Ausschluss Mitglied der Gruppe Linke Kommunisten und 1928 Mitbegründerin des Leninbundes. Im amerikanischen Exil befasste sie sich wissenschaftlich und publizistisch weiter kritisch mit dem Stalinismus.

## Leben
Fischer wurde 1895 als Elfriede Fischer geboren. Ihre Eltern waren der österreichische Philosoph und Privatgelehrte Rudolf Eisler und die Leipziger Fleischerstochter Ida Maria Fischer. Als die Eltern ein Jahr nach ihrer Geburt heirateten, übernahmen auch ihre Töchter den Familiennamen Eisler. Jüngere Geschwister waren der Komponist Hanns Eisler und der Journalist Gerhart Eisler.
Bedingt durch die wissenschaftliche Laufbahn des Vaters zog die Familie Eisler 1901 von Leipzig nach Wien. Fischer wuchs in einem bildungsbürgerlich geprägten Umfeld auf, in welchem Musik und Literatur zum Alltäglichen gehörten. Als Gymnasiastin betätigte sie sich bereits politisch und schloss sich der bürgerlich-jüdischen Organisation Freideutsche Jugendbewegung an, die nationalkommunistische Ideen vertrat. An der Universität Wien studierte sie ab 1914 Philosophie, Nationalökonomie, Pädagogik, Psychologie und Politik, nach Kriegsausbruch 1914 rief sie eine linksradikale Studentengruppe mit ins Leben.
Am 10. Juli 1915 heiratete sie den Journalisten Paul Friedländer, mit dem sie am 24. Dezember 1917 den Sohn Friedrich Gerhart bekam, später als F. G. Friedlander (1917–2001) Mathematikprofessor in Großbritannien.

## Politische Laufbahn

### Anfänge
Fischer trat mit Beginn des Studiums 1914 der Sozialdemokratischen Arbeiterpartei Österreichs (SDAPÖ) von Victor Adler bei. Drei Jahre später wurde sie Mitglied der Freien Vereinigung Österreichischer Studenten. Im Frühjahr 1918 initiierte sie mit ihrem Mann die Zeitschrift Weckruf, deren verantwortliche Redakteurin sie wurde. Diese Zeitung sollte zum 1. Mai erstmals erscheinen. Die Zeitschrift wurde jedoch bereits vor dem ersten Erscheinen verboten und die bereits gedruckte erste Ausgabe beschlagnahmt.
In Wien wurde am 3. November 1918 unter ihrer führenden Beteiligung die KPDÖ, die spätere KPÖ, gegründet. Fischer hatte das Mitgliedsbuch mit der Nummer 1. Wegen der Teilnahme an der bewaffneten Besetzung der Redaktion der Wiener Neuen Freien Presse verbrachte sie kurze Zeit später drei Wochen im Gefängnis.
Am 9. Februar 1919 hielt sie vor 42 Delegierten das Hauptreferat auf dem ersten Parteitag der KPDÖ, die zu diesem Zeitpunkt bereits 3000 Mitglieder hatte. In dieser Zeit war sie auch Herausgeberin des KPDÖ-Organs Der Weckruf/Die Rote Fahne sowie Redakteurin der Zeitschrift Die revolutionäre Proletarierin.
Im August 1919 ging die Familie Friedländer auf Einladung von Willi Münzenberg und nach innerparteilichen Meinungsverschiedenheiten zwischen Kriegsheimkehrern und Arbeitern einerseits und den jungen bürgerlichen Intellektuellen andererseits nach Berlin. Zu diesem Zeitpunkt nahm sie den Rufnamen Ruth Fischer an.

### Linker KPD-Flügel
Ab 1920 arbeitete Fischer am theoretischen KPD-Organ Die Internationale mit. 1921 gelangten Ruth Fischer, die in diesem Jahr von Friedländer geschieden wurde, und der ukrainische Kommunist Arkadi Maslow in den Zentralausschuss der KPD und übernahmen die Leitung der Berliner KPD. In den folgenden Jahren entwickelte sich Ruth Fischer zu einer der wichtigsten Figuren des linken Parteiflügels, welcher die Parteiführung um August Thalheimer, Heinrich Brandler und Ernst Meyer, vor allem nach dem gescheiterten Aufstandsversuch in Hamburg 1923, kritisierte.
Um die deutsche Staatsbürgerschaft zu erhalten, ging sie 1922 formal eine Ehe mit dem Kommunisten und Kominternmitarbeiter Gustav Golke ein, welche 1928 geschieden wurde; sie lebte allerdings bis 1941 mit Maslow zusammen.
Bereits im März 1923 zeigte sie sich als besonders radikale Vertreterin des linken Flügels. Auf dem Bezirksparteitag Rheinland-Nord (Essen) brachte sie eine Resolution ein, nach der „die Arbeiterschaft“ im Rhein-Ruhr-Gebiet den deutsch-französischen Konflikt ausnutzen und eine Arbeiterrepublik gründen solle; diese Republik sollte dann eine Armee nach Mitteldeutschland entsenden und dort die Macht ergreifen. Die Resolution wurde mit 68 zu 55 Stimmen abgelehnt. Damals meinte Fischer: „Es kommt der Tag, wo alle Genossen hinter uns stehen und die hinauswerfen, die auf dem Boden der Demokratie stehen und mit der Weimarer Verfassung liebäugeln.“
Laut einem Bericht des Rätekommunisten Franz Pfemfert in der Zeitschrift Die Aktion hielt Fischer im Sommer 1923, obwohl ihr Vater Jude war, eine antisemitische Rede, welche nationalsozialistische Parolen gegen jüdische Kapitalisten als unbewussten Klassenkampf darstellte und zum Mord an jüdischen Kapitalisten aufrief, dem dann nur noch der Kampf gegen nichtjüdische Kapitalisten folgen müsse: „Wer gegen das Judenkapital aufruft, meine Herren, ist schon Klassenkämpfer, auch wenn er es nicht weiß. Sie sind gegen das Judenkapital und wollen die Börsenjobber niederkämpfen. Recht so. Tretet die Judenkapitalisten nieder, hängt sie an die Laterne, zertrampelt sie. Aber meine Herren, wie stehen Sie zu den Großkapitalisten, den Stinnes, Klöckner …?“ Der Auftritt wird als „Schlüsselzitat eines ‚Antisemitismus von links‘“ gelesen und als Teil des sogenannten „Schlageter-Kurses“ von Karl Radek als Vertreter der Komintern in der Weimarer Republik gedeutet. Dieser in der KPD umstrittene, jedoch vom Parteivorsitzenden Heinrich Brandler und Mitgliedern der KPD-Zentrale wie Hermann Remmele mitgetragene, Kurs versuchte, im nationalistisch aufgeladenen Klima des Ruhrkampfs, durch Diskussionen mit völkischen nationalsozialistischen Kräften deren Ideologie als tatsächlich nicht antikapitalistisch aufzuzeigen. Dabei distanzierte man sich vom Judenhass der Nationalsozialisten und ermunterte sie gleichzeitig zu Gewalt gegen das "Juden-Kapital". Das Vorgehen ist von der Parteilinken, zunächst sogar von Fischer selbst, heftig kritisiert und nach wenigen Wochen im September 1923 aufgegeben worden.

### Vorsitzende der KPD
Nach dem Scheitern des Hamburger Aufstands im Oktober 1923 wurde Ruth Fischer 1924 in die oberste Führungsriege der Partei gewählt. Als Vorsitzende des Politischen Büros des Zentralkomitees der KPD stand sie als „Frontfrau der KPD“ an der Spitze der Partei und bestimmte den ultralinken Kurs dieser Zeit als deren Hauptgegner die SPD galt. Zu diesem Zeitpunkt wurde Fischer Kandidatin des Exekutivkomitees der Kommunistischen Internationale (EKKI). Fischer wandte sich ebenso gegen die ermordete KPD-Mitbegründerin und Vordenkerin Rosa Luxemburg und kennzeichnete ihre Werke mit dem Kampfbegriff Luxemburgismus als Abweichung vom Leninismus bzw. Marxismus-Leninismus. Sie begründete diese Abkehr von Luxemburg, dass sich der Zustand der Partei als „Tripperkranken“ nicht mit den Ideen Luxemburgs als „Syphilisbazillen“ bessern werde. Der Historiker Jörn Schütrumpf dokumentierte als Sinnbild der politischen Gegnerschaft zu Luxemburg die Kolportage, dass Fischer 1925 am Todestag von dieser in Begleitung zu deren Grab am Revolutionsdenkmal zog und auf dieses urinierte.
Fischer setzte als Parteivorsitzende ebenso die Bolschewisierung der KPD um, die die innerparteiliche Demokratie der Partei zerstörte, an der später Ernst Thälmann als ihr Nachfolger anknüpfen sollte.
Ab Mitte 1924 war sie für die KPD  Reichstagsabgeordnete (Listenplatz 3) und Abgeordnete im Preußischen Landtag (Listenplatz 1). Die „Locarno“-Politik von Reichskanzler Gustav Stresemann kritisierte sie im Reichstag als „Preisgabe deutschen Bodens und deutscher Arbeiter für einen künftigen Krieg gegen Russland“ für ein „Entgegenkommen England[s] und Frankreich[s]“. Fischer warf der Außenpolitik des Kabinetts Stresemann vor, die Weimarer Republik zu einem Vasallen zu machen, der „Anschluss sucht an den englischen Räuber, um in seinem Schatten mitzurauben.“ In diesem Zusammenhang benannte sie den Völkerbund als ein „Konsortium der Räuber, mit der Aufgabe, die Kriege idealistisch zu überzuckern.“

### Ausschluss aus der KPD 1926
Bereits im August 1924 geriet die Gruppe Maslow-Fischer wegen „ultralinker Abweichungen“ in die Kritik der Moskauer Parteiführung unter Stalin sowie der Komintern unter Nikolaj Bucharin. In diesem Zusammenhang traf Fischer im September 1925 in Moskau mit Stalin zusammen und wurde in den folgenden zehn Monaten an einer Rückkehr nach Deutschland gehindert. In dieser Zeit war sie im Moskauer Hotel Lux untergebracht. Zeitgleich wurde Arkadi Maslow in Berlin wegen Hochverrats in Untersuchungshaft festgehalten. Während sie zuerst noch an Thälmanns Seite war, nahm dieser nach ihrer Rückkehr nach Deutschland Abstand zu ihr und übernahm am 1. September die Führung der KPD.
Im Juni 1926 konnte Fischer aus Moskau fliehen und kehrte nach Deutschland zurück, im gleichen Jahr wurde Maslow aus der Haft entlassen. Im August 1926 wurden beide aus der Partei ausgeschlossen. Als Mitglieder der Reichstagsgruppe Linke Kommunisten versuchten sie in der Folgezeit gemeinsam v. a. mit Grigori Sinowjew die Linksopposition gegen den Kominternkurs unter Stalin und Bucharin um sich zu sammeln. Kurzzeitig waren sie 1928 Mitglieder der KPD-Linksabspaltung Leninbund, verließen diesen jedoch wieder, weil sie eine gegen die KPD gerichtete, eigenständige Wahlkandidatur für falsch hielten und nach der Kapitulation von Sinowjew und Kamenew gegenüber Stalin die Hoffnung hegten, wieder in die KPD aufgenommen zu werden. Nachdem ihnen die Wiederaufnahme 1929 verwehrt worden war, zog Fischer sich zunächst aus der unmittelbaren Politik zurück und arbeitete bis 1933 als Pädagogin und Sozialfürsorgerin im Berliner Bezirk Wedding.

### Nationalsozialismus und Exil

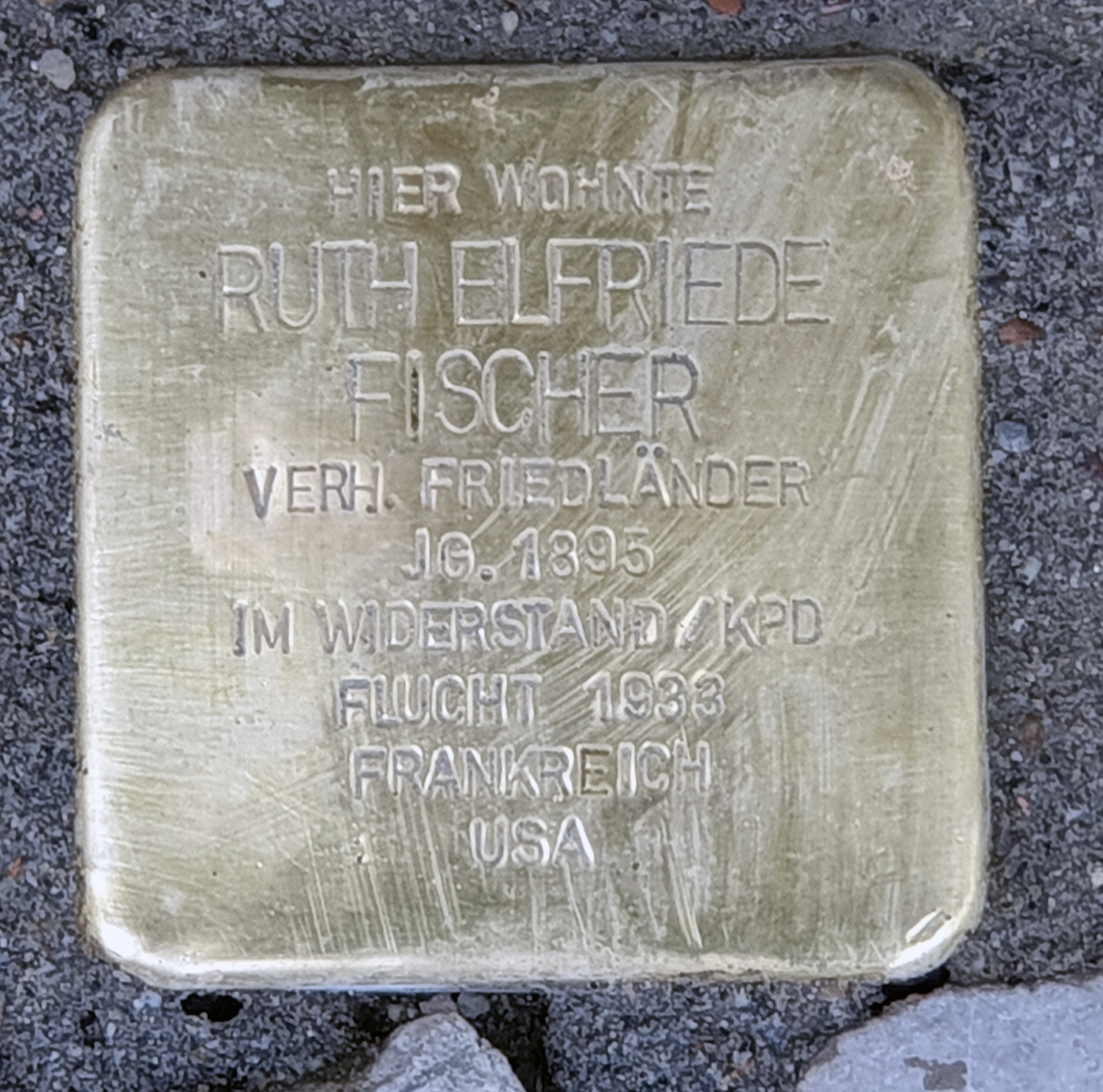
Stolperstein am Haus, Andreasberger Straße 9, in Berlin-Britz

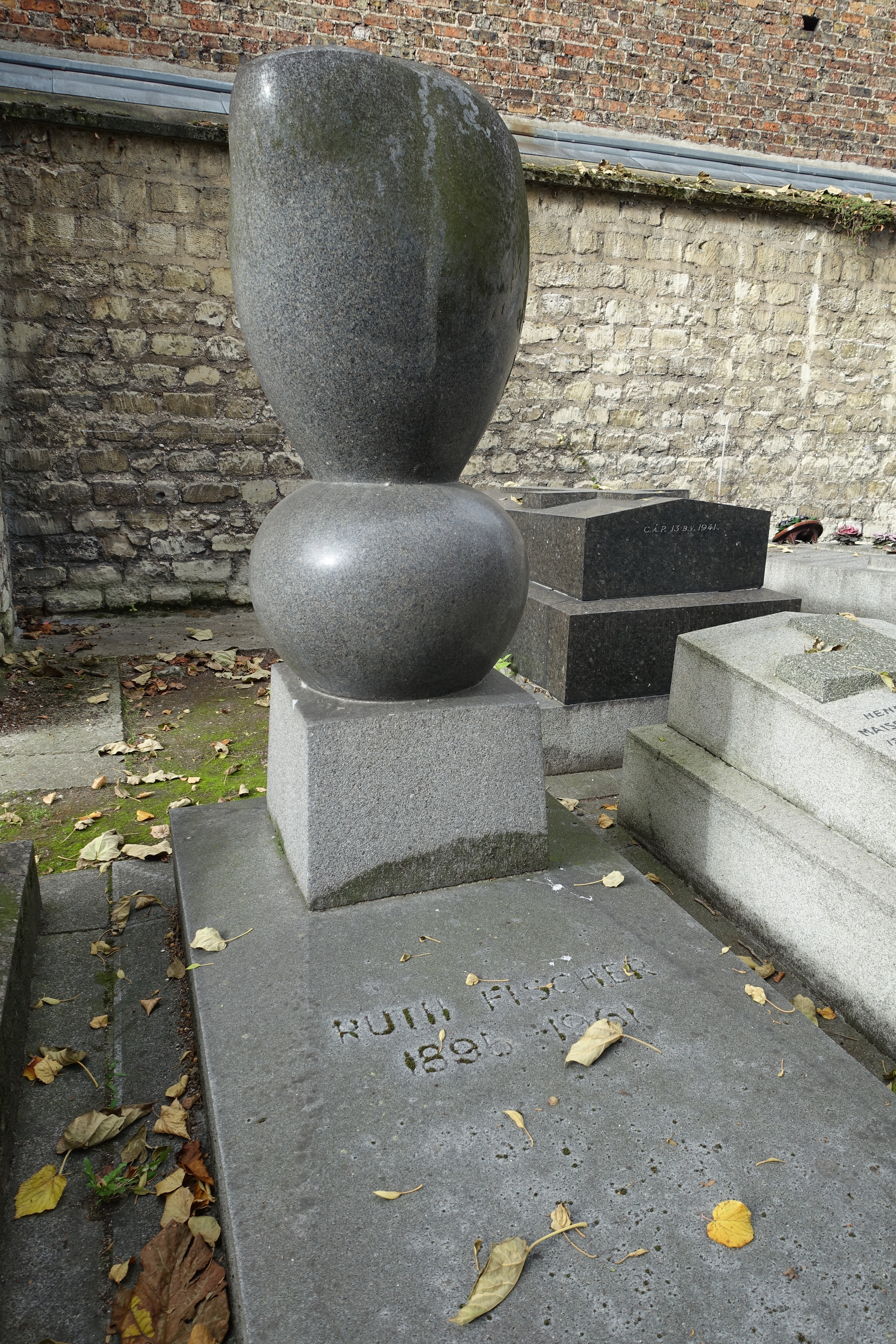
Grab auf dem Montparnasse-Friedhof in Paris

Nach der Machtübernahme der NSDAP flüchtete sie am 9. März 1933 gemeinsam mit Maslow aus Deutschland. Sie stand im August 1933, unter dem Namen Elfriede Gohlke und als einzige Frau, auf der Ersten Ausbürgerungsliste des Deutschen Reichs. Fischer und Maslow gingen über Prag nach Frankreich ins Exil, wo sie gemeinsam mit einigen anderen Genossen die Gruppe Internationale ins Leben riefen und bis 1936 mit Trotzki zusammenarbeiteten.
In den Wirren des Krieges, verfolgt vom Deutschen Reich und der Sowjetunion, erreichte Ruth Fischer über Südfrankreich, Spanien und Portugal im Frühjahr 1941 New York. Maslow, der Fischer auf der Flucht von Paris bis Lissabon begleitet hatte, bekam kein amerikanisches Visum und gelangte von Lissabon aus, getrennt von seiner Frau, im Mai 1941 nach Havanna auf Kuba. Am 21. November 1941 wurde Maslow in Havanna bewusstlos auf der Straße nahe seinem Hotel gefunden und verstarb kurz darauf.
Ruth Fischer ging von einer Ermordung Maslows durch den sowjetischen Geheimdienst aus und begann nun ihren Feldzug gegen die Stalinisten. Ab 1944 gab sie das Nachrichtenbulletin The Network heraus, in dem sie über stalinistische Aktivitäten verschiedener Art berichtete. 1945 erhielt sie an der Universität Cambridge einen Forschungsauftrag zur Geschichte des Kommunismus. 1948 erschien ihr Buch Stalin and German Communism. Unter dem Decknamen Alice Miller war sie eine der Schlüsselfiguren der Geheimdienstorganisation „The Pond“. Dem Komitee für unamerikanische Aktivitäten (HUAC), einem Ausschuss des Repräsentantenhauses, gegenüber bestätigte Ruth Fischer die Tätigkeit ihres Bruders Gerhart für KPD, Komintern und GPU und bezeichnete ihn als mitschuldig am Tode von Hugo Eberlein und Nikolai Bucharin. Ihren Bruder Hanns bezeichnete sie als „Kommunist im philosophischen Sinn“. Bei der Verhandlung gegen Gerhart war sie Hauptzeugin der Anklage. In der Folge kam Gerhart Eisler in Haft, Hanns Eisler wurde ausgewiesen.
1948 ermöglichte sie Franz Jung die Einwanderung in die USA und unterstützte ihn nicht nur finanziell. Mit ihm blieb sie auch in ihrer Pariser Zeit eng verbunden.
Nach 1955 lebte sie als politische Publizistin in Paris und veröffentlichte ihre Werke Von Lenin zu Mao und Die Umformung der Sowjetgesellschaft und publizierte in verschiedenen Zeitschriften wie den Frankfurter Heften.
Sie starb 1961 in Paris und wurde auf dem Friedhof Montparnasse beigesetzt.
Am 18. Februar 2022 wurde vor ihrem ehemaligen Wohnort, Berlin-Britz, Andreasberger Straße 9, ein Stolperstein verlegt.

## Ruth Fischers Namen
Ruth Fischer nutzte in verschiedenen Abschnitten ihres Lebens, ihrer politischen und publizistischen Tätigkeit sowie bei Grenzübertritten verschiedene Pseudonyme. In Folge sind einige von ihnen aufgeführt:
- Geboren als Elfriede Fischer
- Elfriede Eisler nach der Heirat der Eltern und der Ehelichkeitserklärung für beide Töchter
- Elfriede Friedländer durch Heirat mit dem Publizisten Paul Friedländer (1891–1943)
- Ruth Fischer; beim Umzug nach Berlin 1919 eingeführter Rufname
- Elfriede Golke nach Scheinheirat 1923 mit Gustav Golke, um die deutsche Staatsbürgerschaft und das passive Wahlrecht zu bekommen, daher auch offizieller Name als Mitglied des Reichstags
- Ruth Kämpfer, Maria Ida Schmidt oder Genossin Müller als kommunistische Publizistin
- Helene Stein, Helene Geiringer oder Liane Bosshardt bei illegalen Grenzübertritten[21]
- Elfriede Eisler-Pleuchot, nach dem Krieg in New York, Pleuchot war ihr Familienname nach einer erneuten Scheinheirat im Exil zur Erlangung der französischen Staatsbürgerschaft

## Publikationen
- Sexualethik des Kommunismus. Wien 1920 (erschienen unter dem Namen Elfriede Friedländer).
- Deutsche Kinderfibel. Rowohlt, Berlin 1933 (zusammen mit Franz Heimann).
- Stalin und der deutsche Kommunismus. Der Übergang zur Konterrevolution. Verlag der Frankfurter Hefte, Frankfurt am Main 1948.
- Stalin and German Communism. Cambridge/MA, 1948.
- Von Lenin zu Mao. Kommunismus in der Bandung-Ära. Diederichs, Köln, Düsseldorf 1956.
- Die Umformung der Sowjet-Gesellschaft. Chronik der Reformen 1953–1958. Diederichs, Düsseldorf 1958.
- Stalin und der deutsche Kommunismus. Mit einer Vorbemerkung von Klaus Kinner. Bd. I: Von der Entstehung des deutschen Kommunismus bis 1924. Bd. II: Die Bolschewisierung des deutschen Kommunismus ab 1925.  2 Bde. [1948], Berlin 1991, ISBN 3-320-01635-0.